# Feldbahnen der Chiriquí Land Company
| Feldbahnen der Chiriquí Land Company                                                 | Feldbahnen der Chiriquí Land Company    |
| ------------------------------------------------------------------------------------ | --------------------------------------- |
| Dampfbetriebene Feldbahn, vermutlich bei einer Ausflugsfahrt in eine Bananenplantage |                                         |
| Streckenlänge:                                                                       | 300 km                                  |
| Spurweite:                                                                           | 914 mm (engl. 3-Fuß-Spur)               |
| Streckengeschwindigkeit:                                                             | Lokomotiven: 24 km/h Triebwagen 35 km/h |
|                                                                                      |                                         |

Die Feldbahnen der Chiriquí Land Company bestanden aus zwei insgesamt 300 Kilometer langen Feldbahnnetzen mit einer Spurweite von 914 mm (3 Fuß) in der Provinz Chiriquí und der Provinz Bocas del Toro in Panama.

## Geschichte
Die Chiriquí Land Company, ein Tochterunternehmen von United Fruit, das sich mit Bananenanbau und Immobilienverwaltung in Panama beschäftigte, betrieb auch zwei Eisenbahn-Netze, die auf ihrem Höhepunkt insgesamt etwa 300 km lang waren, länger als die von Panama Canal Railway und Ferrocarril Nacional de Chiriquí zusammengenommen. Ihr Haupttransportgut waren Bananen, aber es verkehrten auch öffentliche Personen- und Güterzüge.
Diese beiden, nicht miteinander verbundenen Netze ähnelten sich in der Größe:
- Das Südliche, Chiriquí Land Líneas del Sur, in der Provinz Chiriquí wurde 1988 stillgelegt.[2][1]
- Das Nördliche, Chiriquí Land Líneas del Norte oder División Bocas, in der Provinz Bocas del Toro verband Almirante, Changuinola, Guabito und Teile von Sixaola und wurde 1999 stillgelegt, woraufhin der Betrieb nur noch auf der Brücke über den Río Changuinola aufrechterhalten wurde. Der Rest wurde zwischen 2005 und 2008 stillgelegt.[1][2]

## Schienenfahrzeuge
Die Eisenbahn verwendete vor allem Diesel-Lokomotiven von General-Electric:
| Nr. | Nr. nach Umnummerierung | Hersteller                  | Werks-Nr. | Baujahr     | EMC-Nr. | Bemerkungen |
| --- | ----------------------- | --------------------------- | --------- | ----------- | ------- | --- |
| 6   | 706                     | GE                          | 10837     | Mai 1929    | C-26    | 35 t schwere, diesel-elektrische Box-Cab-Lokomotive mit Winton-Motor. Um 1945–46 wurde wohl ein Superior-Dieselmotor in Nr. 6 eingebaut. |
| 7   | 707                     | GE                          | 10838     | Mai 1929    | C-27    | 35 t schwere, diesel-elektrische Box-Cab-Lokomotive mit Winton-Motor                                                                     |
| 8   | 708                     | GE                          | 11084     | Januar 1930 | C-29    | 35 t schwere, diesel-elektrische Box-Cab-Lokomotive mit Winton-Motor                                                                     |
| 9   | 709                     | GE                          | 11085     | Januar 1930 | C-30    | 35 t schwere, diesel-elektrische Box-Cab-Lokomotive mit Winton-Motor                                                                     |
| 10  | 710                     | GE                          | 11085     | Januar 1930 | C-31    | 35 t schwere, diesel-elektrische Box-Cab-Lokomotive mit Winton-Motor                                                                     |
| 12  | 712                     | American Locomotive Company |           | 1937        |         | Diesellokomotive mit 300 PS |
|     |                         |                             |           |             |         | Nummer 13 wurde als Unglückszahl übersprungen                                                                                            |
| 14  | 714                     | American Locomotive Company |           | 1938        |         | Diesellokomotive mit 300 PS |